# Erik Lindahl
Erik Robert Lindahl (21. listopadu 1891, Stockholm – 6. ledna 1960, Uppsala) byl švédský ekonom známý především modelem dobrovolné směny. Mezi jeho příspěvky k ekonomii také patří model hypotetické ceny za veřejný statek, která by měla odpovídat meznímu užitku ze spotřeby.